# Helmeskogel
Helmeskogel är ett berg i Österrike.   Det ligger i distriktet Gmunden och förbundslandet Oberösterreich, i den centrala delen av landet, 200 km väster om huvudstaden Wien. Toppen på Helmeskogel är 1 633 meter över havet, eller 52 meter över den omgivande terrängen. Bredden vid basen är 0,41 km. Helmeskogel ingår i Höllengebirge.
Terrängen runt Helmeskogel är bergig åt sydost, men åt nordväst är den kuperad. Närmaste större samhälle är Ebensee, 4,7 km öster om Helmeskogel. 
I omgivningarna runt Helmeskogel växer i huvudsak blandskog. Runt Helmeskogel är det ganska tätbefolkat, med 65 invånare per kvadratkilometer.